# Bernardino Bilbao Rioja

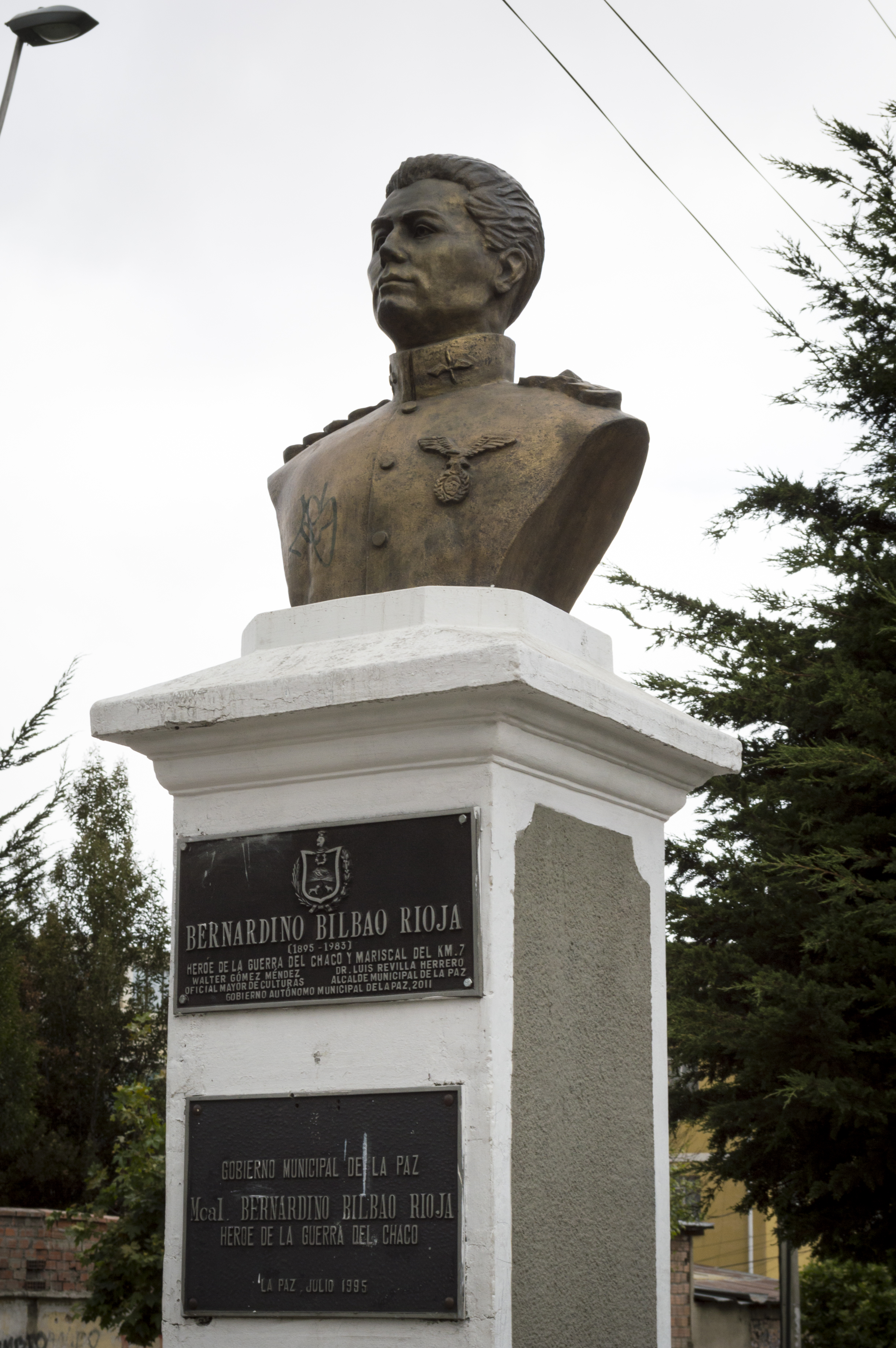
Büste von Bernardino Bilbao Rioja in La Paz

Bernardino Bilbao Rioja (* 20. Mai 1895 in Arampampa; † 13. Mai 1983 in La Paz) war ein bolivianischer General und Politiker, der sich in den Jahren 1951 und 1966 für die Parteigruppierung Falange Socialista Boliviana (FSB) um die Präsidentschaft in seinem Heimatland beworben hat, jedoch mit jeweils 11 bzw. 13 Prozent der Stimmen den Mitbewerbern Víctor Paz Estenssoro (1951) und René Barrientos Ortuño (1966) unterlag. Er war Kommandant im Chacokrieg und wurde für seine Verdienste in den Schlachten von Cañada Strongest zum Marschall der bolivianischen Armee ernannt.

## Leben und Wirken
Bernardino Bilbao ist der Sohn von José Bilbao Pastos und Andrea Rioja. Er besuchte die Grundschule in seiner Heimatstadt und begann 1912 im Alter von 17 Jahren seine militärische Ausbildung am Colegio Militar von La Paz. Im Jahr 1918 war er Ausbilder bei der chilenischen Artillerie, im folgenden Jahr stieg er zum Leutnant auf und wurde Militärpilot bei der chilenischen Luftwaffe. 1925 nahm er an verschiedenen Kampagnen des bolivianischen Generals Hans Kundt teil und gründete und organisierte die Luftfahrt-Militärschule. Im Jahr 1928 heiratete er Phyllis Grace Smith. 1930 arbeitete er unter der Interimsregierung von Präsident Carlos Blanco Galindo als Kriegsminister und Minister für Kommunikation und 1932 als Militärattaché in der bolivianischen Botschaft in Buenos Aires. In den Folgejahren nahm er dann an den Kämpfen des Chacokrieges zwischen Bolivien, Paraguay und Argentinien teil. Hier nimmt Bilbao an verschiedenen Kämpfen teil, wie dem von Cañada Strongest, Kilometer Sieben, der Rückeroberung von Alihuatá und der Verteidigung von Villamontes. Dabei zeichnete er sich durch seinen Mut und seine hervorragende Organisation bei der Verteidigung von Villamontes aus. Nach dem Krieg reiste Bilbao nach Europa, um sich medizinisch behandeln zu lassen. Er blieb in Europa und arbeitete 1937 für die Armee von Bolivien als Militärberater. Sein Heimatland plante den Erwerb von Luftanlagen für die Herstellung in Deutschland, England, Schweden, Frankreich und die Tschechoslowakei.
1939 wurde Bilbao zum Oberbefehlshaber der Armee Boliviens ernannt. Im selben Jahr wurde er im Regierungspalast geschlagen und von der Regierung von Carlos Quintanilla nach Chile verbannt, da er ihn als potenziellen politischen Feind betrachtete. Daraufhin wurde Bilbao ein FSB-Kämpfer und 1951 und 1966 Präsidentschaftskandidat für die Parteigruppierung FSB, jedoch unterlag er den Mitbewerbern Víctor Paz Estenssoro (1951) und René Barrientos Ortuño (1966). Kurz darauf zog er sich ins Privatleben zurück.
Bernardino Bilbao starb am 13. Mai 1983 im Alter von 88 Jahren in der Stadt La Paz.